# Neunkircher Eisenwerk

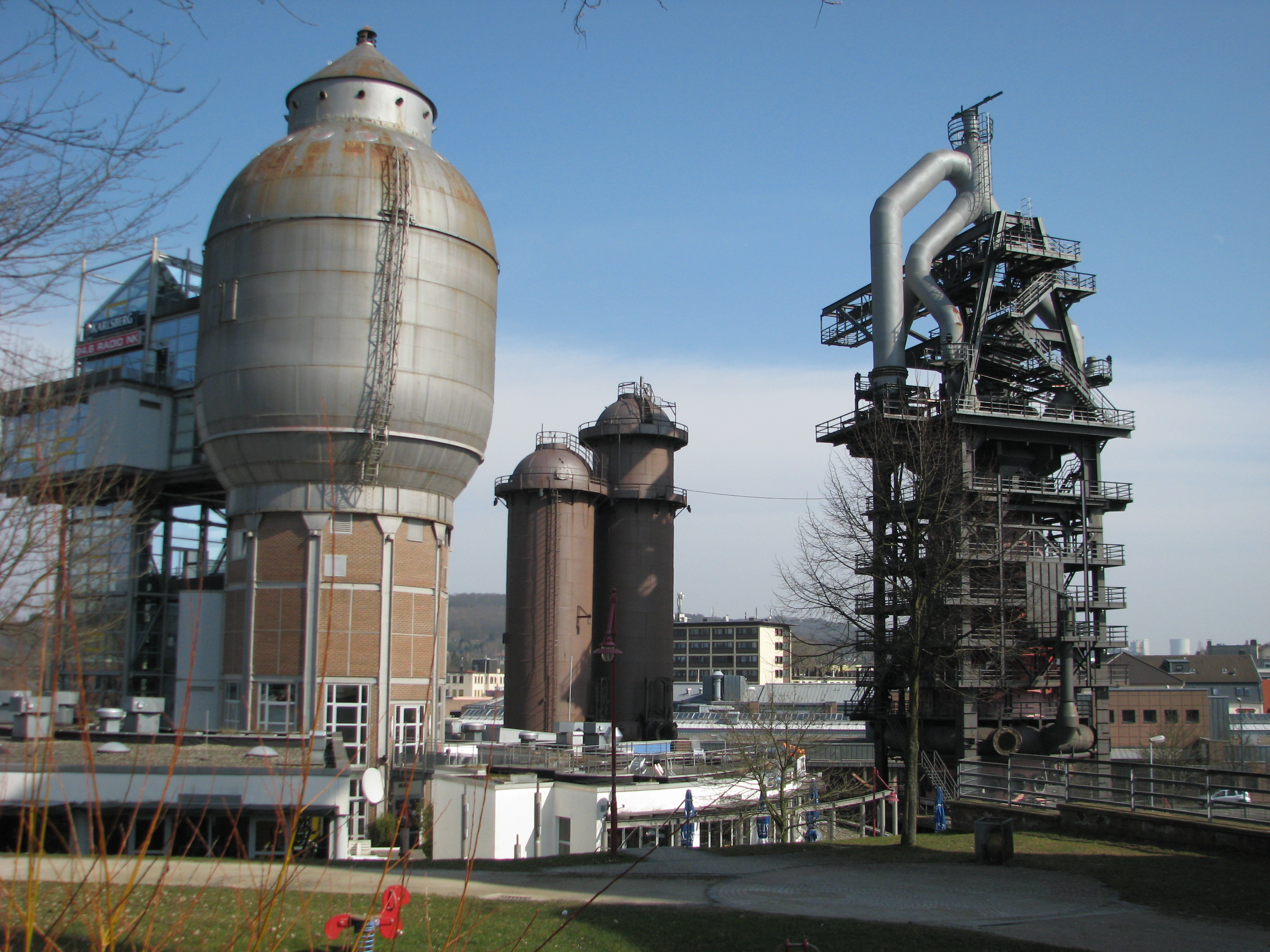
Altes Hüttenareal Neunkirchen

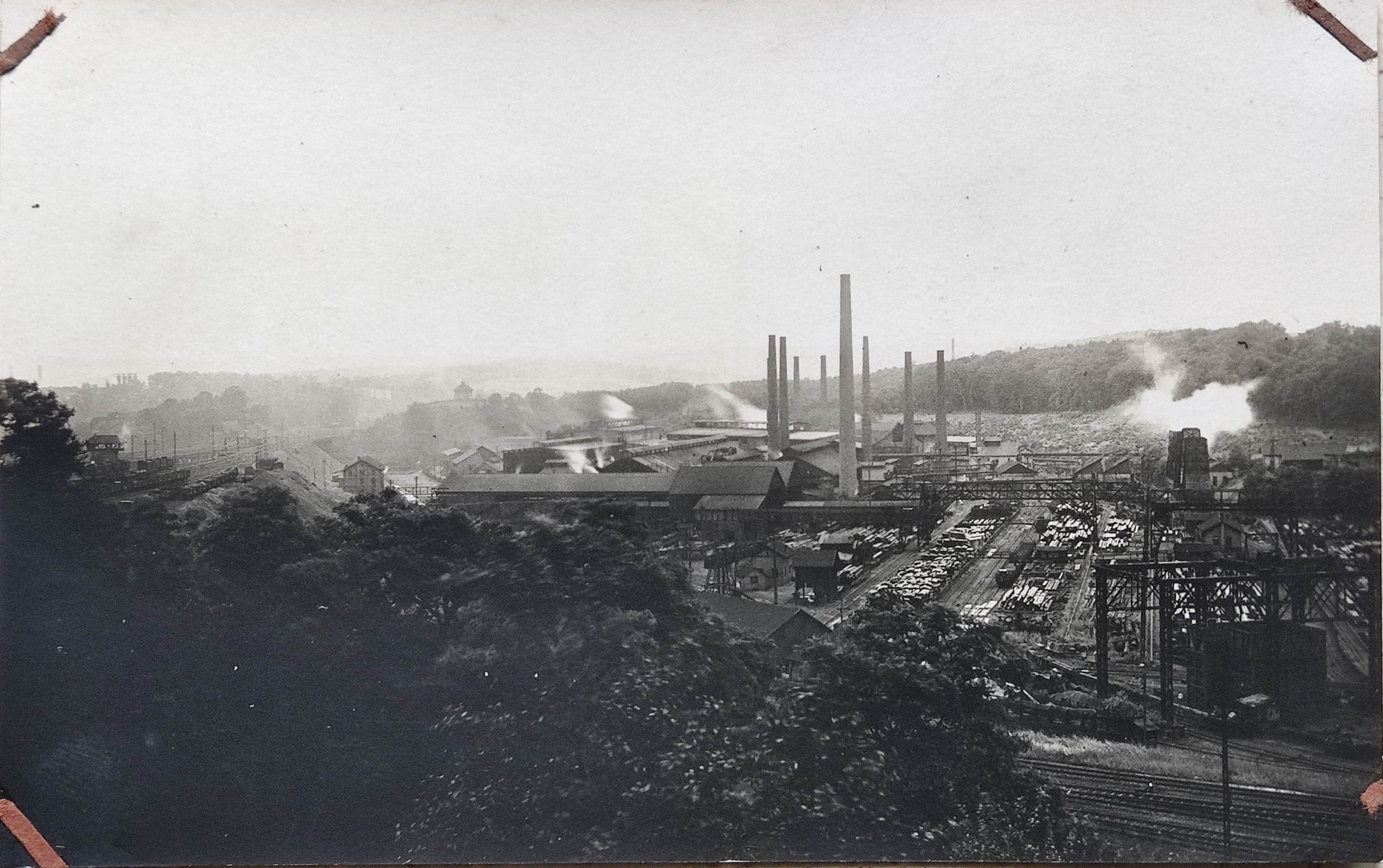
Ansicht vom Kuchenberg im Juni 1926

Das Neunkircher Eisenwerk war ein Eisenwerk in Neunkirchen (Saar). Eisenverhüttung bestand von 1593 bis in das Jahr 1982 und prägte die Geschichte und die industrielle Entwicklung Neunkirchens wie auch das Stadtbild.
Die Neunkircher Eisenwerk AG entstand 1933. Ab 1936 bestand ein Zweigwerk in Homburg. Im Gefolge der Stahlkrise wurde die Neunkircher Eisenwerk AG vormals Gebrüder Stumm 1982 mit ihrem bisherigen Konkurrenten, der Stahlwerke Röchling Burbach GmbH, fusioniert und die Roheisenerzeugung am Standort Neunkirchen stillgelegt.
Die industrielle Tradition setzt sich in der Saarstahl AG fort. Die ausgedehnten Werksanlagen in Neunkirchen wurden nach 1982 zum größten Teil abgetragen. Auf dem ehemaligen Betriebsgelände im Bereich des Alten Hüttenareals sind Reste des ehemaligen Werkes erhalten. Kleine Teile der ehemaligen Eisenwerke sind in Neunkirchen als Standort von Saarstahl und in Homburg seit 1992 unter dem Namen Saar-Blankstahl auch heute (2020) noch in Betrieb.

## Erste Nachrichten (1593–1603)
Die ältesten Nachrichten über den Bau eines Eisenwerks bei Neunkirchen stammen aus einem Band mit Schuldforderungen an den Nachlass Graf Albrechts von Nassau-Weilburg. Einige Handwerker waren beim Tode des Grafen 1593 noch unbezahlt und reichten Forderungen ein, von denen einige Posten die Eisenhütte bei Neunkirchen betreffen, die Graf Albrecht hatte errichten lassen. Das Dorf Neunkirchen lag im Bereich des heutigen Oberen Marktes, die Eisenhütte nordwestlich des Dorfes an der Mündung von Sinnerbach und Heinitzbach in die Blies. Die Wasserkraft zweier aufgestauter Weiher, das Potential an Fronarbeit im Amt Ottweiler, die zur Produktion von Holzkohle geeigneten ausgedehnten Waldungen und nahe Eisenerzvorkommen bildeten gute Voraussetzungen zur Anlage eines Eisenwerkes. Der Großteil des verhütteten Eisenerzes scheint aus dem Gelände zwischen Schiffweiler und Landsweiler gekommen zu sein.
Eine Ofenplatte, angeblich datiert 1593 und beschriftet „Neunkirchener Eisenwerk“, die immer wieder als erster bekannter Hinweis zitiert wird, ist nicht erhalten. Mit Sicherheit wurden zwei Jahre später Ofenplatten auf dem Neunkircher Werk gegossen. Zwei Abgüsse mit der Aufschrift NEVNKIRCHEN, eine Front- und eine Seitenplatte, sind erhalten. Das dargestellte Motiv ist das Allianzwappen von Graf Ludwig von Nassau-Weilburg und seiner Gemahlin, der Landgräfin Anna Maria von Hessen. Über dem Wappen stehen sechs lang gezogene Helme mit verschiedener Zier, darunter die Jahreszahl 1595. Eine 1964 entdeckte Variante führt unter der Herkunftsangabe noch den Zusatz WEILMVNSTER 1589, der von einem Schuppenmuster umrahmt ist. Der Hinweis auf Weilmünster legt nahe, dass die ersten Fachkräfte aus dem Weiltal nach Neunkirchen kamen und Modeln und Stempel für Ofenplatten von dort mitbrachten.
Akten über die Frühzeit des Werkes sind nicht erhalten. Erhalten blieb ein 1741 angelegtes Verzeichnis mit den Namen der Admodiatoren (Temporalbeständer, Pächter) von 1603 bis 1699.

## Die Metzer Admodiatoren (1603–1635)
Während der folgenden drei Jahrzehnte wurde das Werk an Metzer Kaufleute reformierten Bekenntnisses verpachtet. Als erster erscheint im Admodiatorenverzeichnis „Unbehendts von Meß de ao 1603 an“. Nicolas Unbehend war Kaufmann zu Metz. Sein Bestand für Neunkirchen endete 1610.
Für die nächsten zehn Jahre ab 1610 sind Peltre und Olry als Pächter eingetragen. Auch sie entstammten Metzer Kaufmannsfamilien reformierten Bekenntnisses. Paul Peltre war zugleich Pächter der Eisenhütte Geislautern. Peltre betrieb 1614 noch ein weiteres Eisenhütten- und Hammerwerk im Kurtrierischen am „Schwebelbach“ (dem heutigen Schwellenbach) im Amt Saarburg bei Saarhölzbach.
Stärker in Erscheinung als Peltre tritt sein Mitpächter von 1610 und alleiniger Pächter ab 1620 Olry, dessen Name auch verdeutscht als Ulrich vorkommt. Es handelt sich um Drouin Olry, den Sohn des reformierten Metzer Kaufmanns Michel Olry.
Im Dreißigjährigen Krieg ging das Werk ein. Im Bericht des Saarbrücker Rentmeisters Klicker vom Dezember 1635 heißt es: „Neunkirchen und Spiesen sind mehr als halber abgebrannt, in diesen beiden Orten leben nicht mehr als vier Untertanen. Wellesweiler ist fast ganz ausgestorben und teils verbrannt.“ Der nassau-saarbrückische Registrator Johann Andreae notiert in dem 1638 verfassten Band IV seiner „Genealogia Saraepontana“ über Neunkirchen neben der Erwähnung des Schlosses, des Dorfes und der Pfarrkirche: „Bei diesem Ort ist eine Eisenhütte, wegen ihres guten Eisens, Ofen p. weit berühmt und von Ausländischen bestanden (gepachtet) und unfern davon der Schweizerhof (...). Ist das Dorf mehrenteils abgebrannt.“
Nach dem Friedensschluss 1648 bemühte sich Graf Johann Ludwig, das ruinierte Neunkircher Werk wieder in Gang zu bringen und wandte sich 1652 zunächst an den früheren Pächter Olry. Das Schreiben beantwortete Olrys Schwiegersohn Hanß Nickel Becker mit Datum Lubeln, den 17. September 1652. Er schrieb, dass Olry als „ein alter und wohlbetagter Man, der auch nicht mehr wegen hohen Alters lesen und schreiben kann“, nicht in Frage komme. Mit Olry, der drei Wochen danach in Metz starb, endet die Reihe der Metzer Unternehmer.

## Unternehmer aus dem Raum Eifel-Ardennen (1653–1675)
Das folgende Vierteljahrhundert Neunkircher Hüttengeschichte steht im Zeichen von Unternehmern aus dem Raum Eifel-Ardennen. Das Admodiatoren-Register nennt „von 1652 an“ einen Beständer namens Duppengießer. Er ist identisch mit einem Lampert Dieppengießer, dem Graf Johann Ludwig am 20. Mai 1652 die bei Berg- und Hüttengewerken üblichen Privilegien und Freiheiten in Aussicht stellte, sowohl für ihn als auch seine Meister und Knechte. Zu einem Abschluss kam es offenbar nicht.
Verhandlungen wurden auch geführt mit zwei ehemaligen Salm-Reifferscheidtischen Untertanen protestantischen Bekenntnisses, „der Religion wegen ausgewichene Leutlein“. Es kam dann zum Abschluss eines Temporalbestandes über 14 Jahre mit den beiden Eisenhüttenmeistern Peter Virmond und Heinrich Beuchen aus dem Schleidener Tal. Schon nach fünf Jahren gaben sie auf. Ihr zehnmaliges Anblasen des kostspielig erbauten Hochofens und alle ferneren Operationen im Schmelzen und unter dem Hammer hatten nicht einmal die Auslagen wieder hereingebracht, geschweige denn die zum Lebensunterhalt und zur Entrichtung der Jahrespacht nötigen Mittel.
Die Suche nach geeigneten Pächtern ging weiter. In einer öffentlichen Ausschreibung vom 15. November 1664 warb der Graf für den günstigen Standort Neunkirchen und zählte alles auf, was einem Pächter an Vorteilen winkte. Hervorgehoben werden die schönen Waldungen zur Beholzigung, gute Bedingungen für Jagd und Ackerbau, Weiher und fließende Gewässer für den Fischfang, Weideland für die Viehzucht. Die Eisenhütte hatte vor dem „verderblichen Kriegswesen“ zwei Schmelzöfen und zwei Hämmer gehabt. Nunmehr waren ein Schmelzofen und ein Hammer wieder in Gang. Erzvorkommen gab es vor der Tür, an Holz fehlte es nicht.
Kurzfristig erscheinen dann Jakob, Henry und Louis Houart als Hüttenbeständer der Eisenhütte. „Für Reparierung von verwüsteten Gütern“ gaben sie 1666 der gnädigen Herrschaft 20 Gulden.
Im Jahre 1669 erscheint Peter Pastert „aus dem Birkenfeldischen“ als Pächter. Auch er stammte aus einer Reidemeisterfamilie des Schleidertals. Er sollte jährlich 350 Gulden und 3 Zentner Eisen als Pacht bezahlen. 1675 gab auch Pastert in Neunkirchen auf und zog weiter auf die Hütte bei Honnefeld im Westerwald, wo er eine Laufbahn als erfolgreicher Unternehmer und Gründer eines leistungsfähigen Konzerns begann.
Nach Pasterts Weggang scheint das Werk von 1676 bis 1682 still gelegen zu haben. Der Holländische Krieg brachte große Zerstörungen auch in und um Neunkirchen mit sich.

## Die Reunionszeit (1680–1697)
Durch Erlass der Metzer Reunionskammer vom 9. Januar 1681 bekam Graf Friedrich Ludwig die Grafschaft Ottweiler als Lehen unter französischer Souveränität. Bezüglich Neunkirchen heißt es 1683: „Près de ce village, les seigneurs ont une forge qui est ruinée.“
Als Pächter während der Reunionszeit nennt das Admodiatorenverzeichnis ab 1682 Strintzen, ab 1684 Fever und Gilles Humbert, ab 1687 Huy, ab 1692 Meyer, ab 1697 Hauzier.
Johann Daniel Strintz war Handelsmann und Bürger zu Straßburg. Der „gewesene Hüttenherr zu Neukirchen“ ertrank 1683 im Weiher (wohl des Hüttenwerks). Hinter Fever verbirgt sich Simon Lefebure aus Homburg. Dieser brachte das Werk wieder in Gang. Allerdings schied Lefebure schon vor Ende März 1686 wieder aus.
Eine Abrechnung vom 29. März bis zum 2. April 1686 über die seit September 1685 noch ausstehenden Löhne der Arbeiter gewährt Einblick in die Organisation des Betriebs. Das ausführliche Dokument nennt die Namen der Entlohnten, ihre Funktion, ihre Leistungen, die ausstehende Lohnsumme, oft abzüglich von Vorschüssen und Schulden gegenüber dem Werk sowie die Lohnrate. Insgesamt waren 48 Arbeiter beschäftigt. Beim Schmelzofen arbeiteten 1 Schmelzermeister, 1 Kleinschmelzer, 1 Erz- und 1 Kohlenaufgeber und 1 Gießermeister. Am Hammer standen 3 Hammerschmiede, 1 Frischmeister und 1 Frischknecht. Allein 18 Arbeiter sind als Erzknappen bzw. „mineurs“ ausgewiesen.
Nächster Pächter war Gilles Humbert, ein Saarlouiser Kaufmann, der 1688 als „admodiateur des forges de Neunkirch“ erwähnt wird.
1688 ging Neunkirchen an den „ehrenfesten“ Johann Jacob Meyer aus Zweibrücken, der auch unter dem Vornamen Johann Paul vorkommt. Es scheint sich dabei nicht um zwei verschiedene Personen zu handeln.
1694 übernahm der aus Verviers stammenden Wallone Remacle Joseph Hauzeur die Neunkircher Hütte in Pacht. Er verließ Neunkirchen bald danach, um sich ganz seinen vielfältigen metallurgischen Unternehmungen im Hochwaldraum zu widmen. Seine weit gespannten Initiativen verleihen ihm den Rang eines bedeutenden Unternehmers.

## Die beiden Koch (1700–1730)
Nach dem Ende der Reunionszeit wurde die Hütte an zwei Schwäger verpachtet. Es waren dies Hans Georg Koch, Bürger und Handelsmann zu Zweibrücken, und der schon 1686 bis 1688 als Faktor in Neunkirchen aufgetretene Grégoire Jacques, nunmehr Beständer des herrschaftlichen Gutes in Bergzabern.
Der mit Graf Friedrich Ludwig am 6. Februar abgeschlossene und am 24. Juni 1700 in Kraft tretende Pachtvertrag war auf sechs Jahre befristet. Das Werk bestand damals aus einem Schmelzofen, einer Hammerschmiede, einer Kohlenscheuer, einem Wohnhaus und weiteren Gebäuden. Dazu gehörten ein Wasserbau, das „laufende Geschirr“ und was zum Bergwerk gehörte. Die Arbeiter erhielten die üblichen Freiheiten und Privilegien (Freizügigkeit, Befreiung von herrschaftlichen Lasten, freie Religionsausübung, Ausschank für alkoholische Getränke). Der jährliche Hüttenzins (Kanon) betrug 450 Gulden und 12 Zentner Eisen in natura.
Mit dem Tode Friedrich Ludwigs im Mai 1728 erlosch die Saarbrücker Linie des Hauses Nassau, und die Ämter Saarbrücken und Ottweiler fielen an die Usinger Linie. Vormünderin und Regentin für den minderjährigen Erbprinzen Wilhelm Heinrich war seine Mutter Charlotte Amalia, die sich Informationen über die linksrheinischen nassauischen Besitzungen zusenden ließ. Ein solcher Bericht, verfasst um die Jahreswende 1728/29, geht auch auf die Eisenhütten, darunter Neunkirchen, ein. Das Neunkircher oder Ottweilerische Hüttenwerk bestand damals aus einer Schmelze, einem Groß- und einem Kleinhammer. Es war das „considerableste“ (ansehnlichste) von allen Hüttenwerken in den linksrheinischen (nassauischen) Landen, sowohl wegen der guten Lage als auch dem Eisenstein (Erz), der in der Nähe gewonnen wurde und gegenüber anderen Vorkommen qualitativ besser war. Hans Georg Koch, der um 1700 von Zweibrücken nach Neunkirchen übergesiedelt war und in dem Wohnhaus bei der Schmelze Wohnung genommen hatte, starb am 30. Januar 1729. Sein Nachfolger wurde sein einziger überlebender Sohn Johann Wilhelm Koch, der am 2. Februar 1729 – also drei Tage später – als „hochedler“ Eisenhüttenfaktor zu Neunkirchen bezeichnet wird. Anscheinend wurde ihm jedoch nach 1730 die Pacht für Neunkirchen nicht verlängert.

## Von Stockum und die Oberschmelz (1748–1782)
Das Werk ist nun offensichtlich wieder in herrschaftlicher Regie weiter betrieben worden. Darauf deutet die Tatsache hin, dass 1730 ein neuer Hüttenschreiber bestellt wurde. Es war Johann Mathias Wengenroth, gebürtig aus dem gleichnamigen Ort, heute ein Stadtteil von Westerburg im Westerwald. Wengenroth übte sein Amt 18 Jahre aus.
In den 1740er Jahren ging Wilhelm Heinrich wieder zum System der Verpachtung über. Nach und nach kamen die nassauischen Werke in die Hände zumeist jüdischer Pächter aus dem Elsass, ausgenommen die Neunkircher Hütte. Für diese fanden sich Interessenten aus Frankfurter Kaufmannskreisen. Am 20. August 1748 übernahm die Firma Thomas von Stockum und Söhne in Frankfurt am Main das Neunkircher Werk nebst dem neu erbauten Stahlhammer auf 16 Jahre in Temporalbestand. Ein Inventar erwähnt neben den Fabrikanlagen auch eine Anzahl von Wohnhäusern. Eine Verfügung von Fürst Wilhelm Heinrich vom 11. März 1749 erlaubte den Pächtern, eine zweite Schmelze am „Hasselbächer Weyher“ zu erbauen. Diese Schmelze wurde dann Schmelze am Sinnerbach, Neue Schmelze oder Obere Schmelze genannt. Das neue Werk hatte einen Hochofen mit zwei großen Blasebälgen, eine Sandgießerei, ein Formhaus, eine Erzwäsche, eine Kohlenscheuer sowie drei Arbeiterwohnungen. Es lag am Rande des Kohlwalds an der Grenze zum Wiebelskircher Bann.
Nun wurde versucht, besonders hochwertiges Schmiedeeisen zu erzeugen, das man damals Stahl nannte. Auf Dauer waren diese Versuche nicht wirtschaftlich. Die bei Neunkirchen in Mengen zutage tretende Steinkohle setzte man für verschiedene Feuerungen ein und versuchte, daraus Hüttenkoks herzustellen. Dafür ist die Kohle des Saarreviers wenig geeignet. Für den Hüttenprozess selbst blieb die Holzkohle unentbehrlich.
Als 1764 der Pachtvertrag erneuert wurde, bewarben sich Johann Heinrich Stumm und seine Brüder erfolglos um die Pacht. Das Werk ging nochmals an von Stockum und Söhne.

## Die Generalpächter (1782–1806)
Im Jahr 1776 übertrug man unter Fürst Ludwig das französische Modell der Generalpacht auf Nassau-Saarbrücken. Die Generalpacht von Leclerc, Joly & Co. umfasste die Zölle, die Abgaben auf Salz, Tabak und Getränke, die Domäne sowie die landesherrlichen Eisenhütten und Kohlebergwerke vom 1. Oktober 1776 an auf 18 Jahre. Mit Auslaufen des von Stockumschen Pachtvertrages kam 1782 auch die Neunkircher Hütte an Leclerc, Joly & Co. Während des Ersten Koalitionskrieges wurde das linke Rheinufer französisch besetzt und kam 1798 zur Französischen Republik. Ab 1795 gingen die ehemals nassau-saarbrückischen Hütten, nun bereits unter französischer Regie, an ein Pächterkonsortium, wurden dann in direkter Regie betrieben und 1797 auf zehn Jahre an die Pariser Gesellschaft Equer verpachtet. Napoleon überließ das Neunkircher Eisenwerk 1804 der Ehrenlegion zu ihrer finanziellen Ausstattung. Am 21. März 1806 kauften die Gebrüder Stumm das Werk.

## Die Ära Stumm (1806–1974)

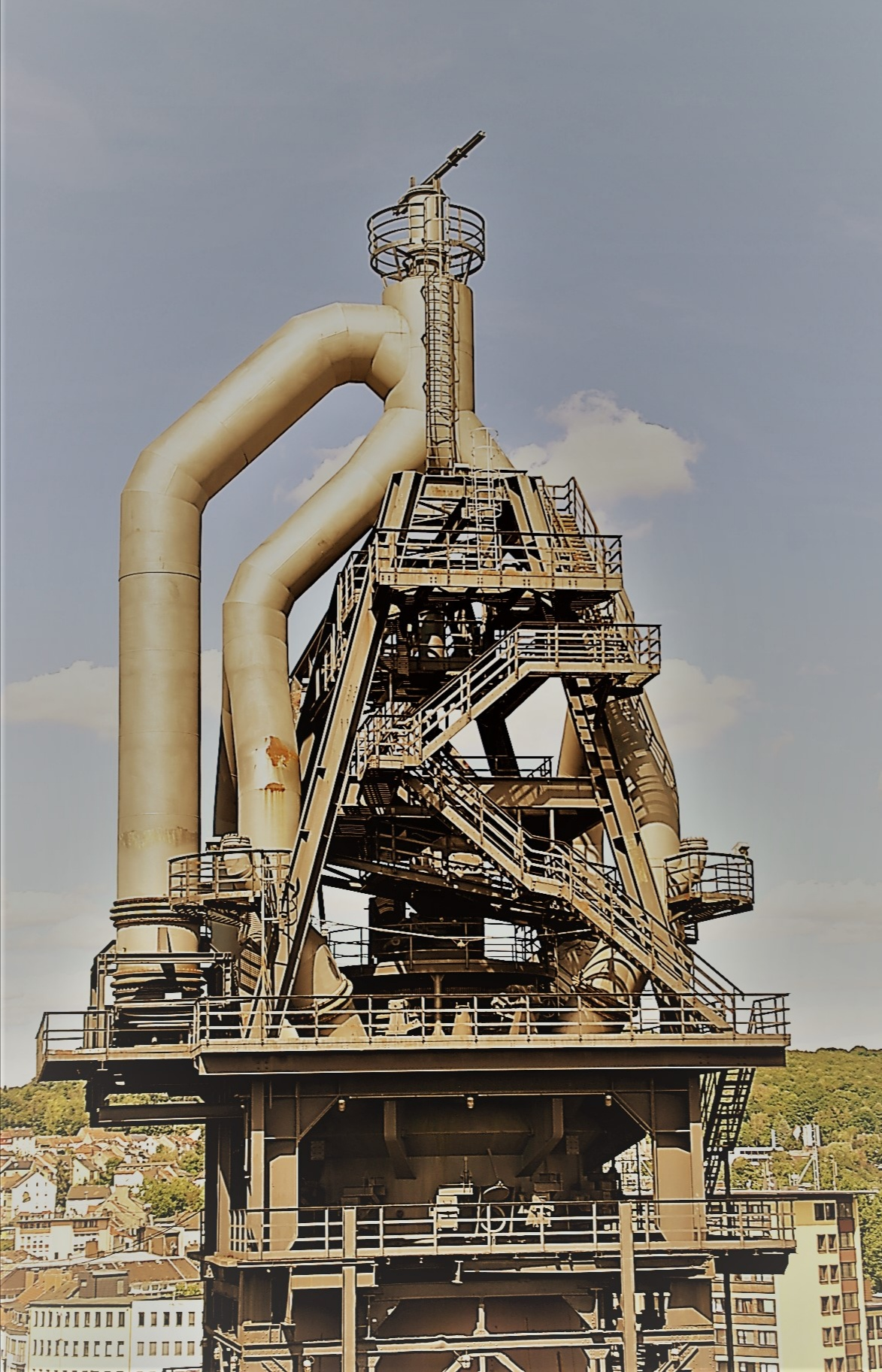
Hochofen des früheren Neunkircher Eisenwerks

Siehe Hauptartikel Gebrüder Stumm

## Die Ära Saarstahl (ab 1982)
Siehe Hauptartikel Saarstahl

## Verbliebene Unternehmen
Der Name „Neunkircher Eisenwerk“ lebt in der Neunkircher Eisenwerk Wohnungsgesellschaft mit beschränkter Haftung, der früheren Wohnungsbaugesellschaft des Unternehmens, fort. Die Wohnungsbaugesellschaft gehört heute zum Saarstahl-Konzern und hat ihren Sitz in Völklingen.

## Firmenarchiv
Das Firmenarchiv ist im Stadtarchiv Neunkirchen als Depositalbestand überliefert.

## Zweigwerk Homburg
Anfang der 1910er-Jahre übernahm das Neunkircher Eisenwerk die Schrauben- und Schwellenfabrik von Roth & Schüler in Homburg und führte sie als Zweigwerk. Gegen Ende des Zweiten Weltkrieges arbeiteten dort rund 1.500 Personen. Ab 1975 gehörte auch das Unternehmen Homburger Stahlbau mehrheitlich zum Neunkircher Eisenwerk. 1990 wurden die Homburger Röhrenwerke als Tochter der Saarstahl AG gegründet. Dort wurden kaltgezogene sowie autogengeschweißte Rohre produziert. 1998 wurden die Produktionsanlagen der Rohrfertigung verkauft und dieser Bereich stillgelegt.
Um 1970 wurde die Produktion von Vierkantrohren aufgenommen, welche u. a. für die Herstellung von Schwerlastregalträgern verwendet wurden. Dieser Bereich wurde Anfang der 1980er-Jahre an die IWKA veräußert, welche auf die Produktion von Stahlflaschen für die Industrie, Medizin, Tauchsport etc. umstellte. 1990 erwarb die Mannesmann Röhrenwerke AG Duisburg die Liegenschaften und Produktionslinien der IWKA und gründete die  Homburger Stahlflaschen GmbH Nach der Übernahme von Mannesmann durch Vodafone gingen diese Produktionslinien nach Salzgitter.
Das Areal des ehemaligen Zweigwerkes Homburg der Neunkircher Eisenwerke befindet sich heute im Eigentum verschiedener Investoren und ist an diverse Unternehmen vermietet. Einen Teil nutzt die Saar-Blankstahl GmbH, eine Tochter von Saarstahl. Seit Mai 2019 entsteht auf dem Areal der abgerissenen Schrauben- und Schellenwerke eine neue Glühstranganlage für Saarstahl.